# Centre de recherche en cancérologie de Toulouse
Le centre de recherche en cancérologie de Toulouse (CRCT) est une unité mixte de recherche (UMR 5071), fondée en 2011. Il est placé sous la tutelle de l’Inserm, du CNRS et de l’Université Toulouse III Paul Sabatier. Il partage le site de l'Oncopole, situé à Toulouse sur l'ancien site d'AZF, depuis 2014 avec d'autres établissements de lutte contre le cancer, qui se soutiennent et s'entraident dans leurs recherches.  

## Histoire
Le CRCT est créé en 2011, avec pour objectif de connaître mieux les cancers et les cellules cancéreuses par la recherche fondamentale, pour ensuite pouvoir adapter ces découvertes aux pratiques cliniques. Il est encore à ce jour le seul laboratoire de Toulouse uniquement spécialisé dans la cancérologie. 
En 2014, le centre déménage sur le tout nouveau site de l'Oncopole, un campus unique en Europe visant à lutter contre les cancers. Construit entre les nouveaux pôles de recherche des laboratoires Pierre Fabre et l'Institut Universitaire du Cancer de Toulouse Oncopole (IUCT-O), il bénéficie ainsi de la proximité d'autres établissements de recherche et des centres de soins où sont traités les patients atteints de cancers. Ce rapprochement des différentes institutions permet au laboratoire de devenir extrêmement compétitif et d'utiliser ses découvertes directement par des essais cliniques sur les patients du centre hospitalier universitaire tout proche. Ainsi, moins de 6 mois sont nécessaires aux traitements pour passer du stade de découverte de laboratoire à des essais cliniques à l'IUCT-O. 
Depuis, le CRCT a affirmé sa position de leadeurs de la recherche en cancérologie sur le plan européen et mondial, en accueillant des chercheurs vainqueurs de nombreux prix, et en permettant à Toulouse de devenir une des villes pionnières en recherche contre le cancer. 

## Recherche
Le centre de recherche compte aujourd'hui 18 équipes de recherches, répartis en 4 axes de recherches principaux. Les chercheurs du CRCT s'investissent aussi dans d'autres programmes dont ils répondent aux appels à projets. 
Les 4 axes mis en valeur par le centre sont : 
- les voies oncogéniques du cancer : De la modélisation vers la thérapie ciblée.
- L'ARN et les cancers
- Le Microenvironnement tumoral et son métabolisme
- L'onco-immunologie